# Moroder

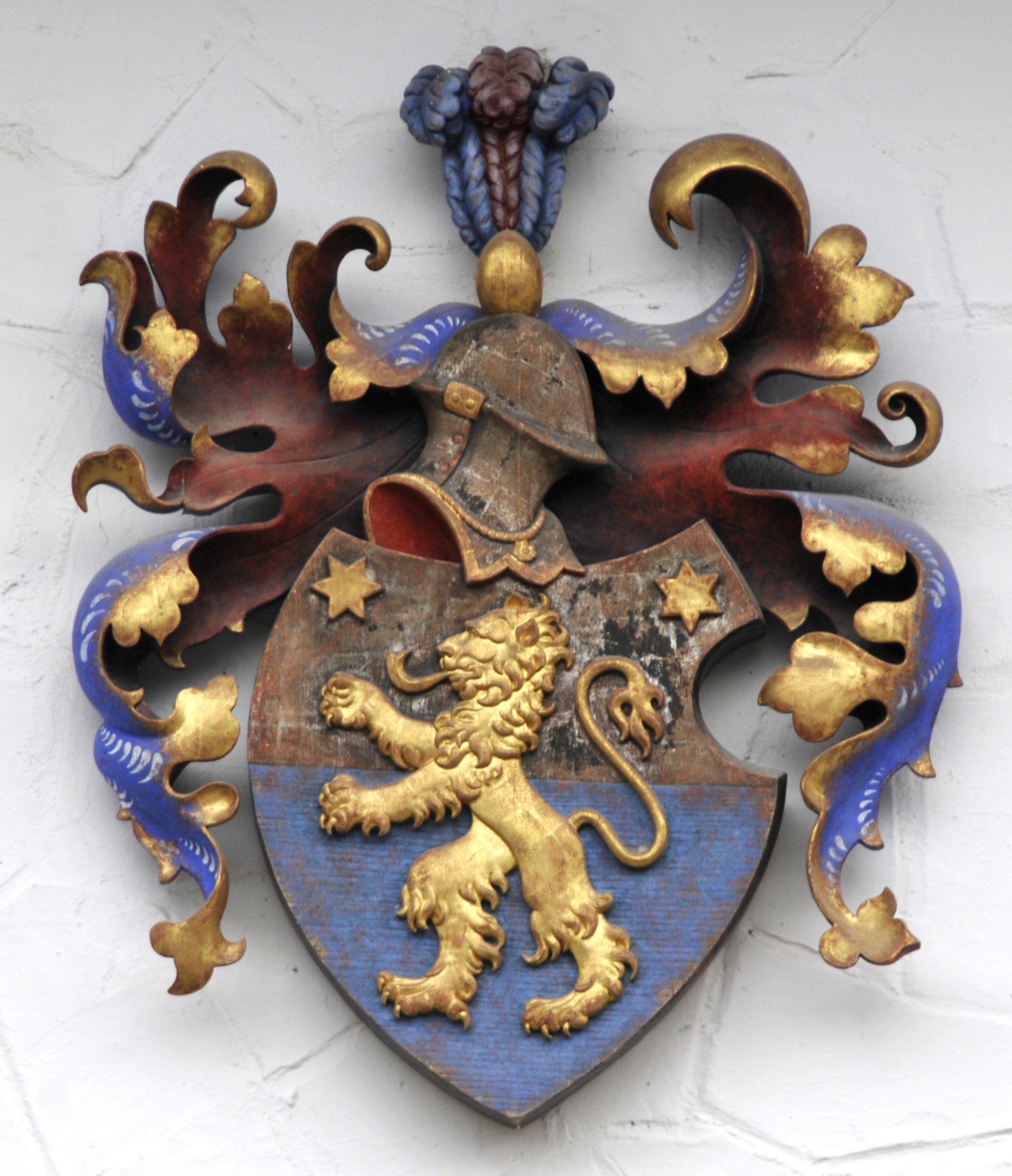
Wappen der Familie Moroder

Moroder [moˈrodɐr] ist ein Südtiroler Familienname. Er stammt ursprünglich aus St. Ulrich in Gröden (Südtirol). Der Anteil an den Einwohnern St. Ulrichs beträgt 6,4 %, und damit ist Moroder der häufigste Familienname im Ort. Der Familie Moroder gehören unter anderen folgende Personen an:
- Albin Moroder (1922–2007), österreichischer Bildhauer
- Adele Moroder Lenèrt (1887–1966), ladinische Autorin von ladinischen Erzählungen
- Alex Moroder (1923–2006), tätig für ladinische Kultur
- Alois Moroder (1844–1896), Unternehmer, Mitbegründer der Firma Gebrüder Moroder, Bruder von Franz Moroder
- Daniel Moroder (* 2002), Skispringer
- David Moroder (1931–1997), Bildhauer und Rennrodler
- Eduard Moroder (1876–1913), Kaufmann, Bruder von Rudolf Moroder
- Egon Moroder Rusina (* 1949), Südtiroler Maler
- Franz Moroder (1847–1920), Kaufmann, Gründer der Firma Gebrüder Moroder, Altbürgermeister aus Gröden
- Friedrich Moroder (Rico) (1880–1937), Südtiroler Bildhauer
- Giorgio Moroder (* 1940), Südtiroler Musikproduzent und Komponist
- Hermann Moroder-Lusenberg (1889–1969), Holzbildhauer aus dem Grödner Tal (1919 bis 1921 in Offenburg)
- Johann Moroder (1890–1914), Bruder von Eduard, Rudolf und Karl Moroder
- Johann Baptist Moroder-Lusenberg (1870–1932), Südtiroler Bildhauer
- Josef Moroder-Lusenberg (1846–1939), Südtiroler akademischer Kunstmaler
- Josefine „Pepi“ Moroder, Frau von Rudolf Moroder und Schwiegertochter von Franz Moroder
- Karin Moroder (* 1974), Langläuferin, Bronzemedaille Olympische Winterspiele 1998
- Karl Moroder (1879–1914), Bildhauer in St. Ulrich, Bruder von Johann, Eduard und Rudolf Moroder
- Leo Moroder (1899–1982), Bildhauer in Argentinien, siehe Kathedrale von La Plata
- Ludwig Moroder (1879–1953), Südtiroler Bildhauer (St. Ulrich)
- Luis Moroder (1940–2024), Chemiker
- Otto Moroder (1894–1977), Tiroler Bildhauer
- Petra Moroder (* 1968), Freestyle-Skisportlerin, Vize-Weltmeisterin bei der Weltmeisterschaft 1993 in Altenmarkt im Pongau
- Raimund Mureda (1908–1985), Südtiroler Bildhauer
- Rudolf Moroder (1877–1914), Südtiroler Bildhauer und Unternehmer (Gebrüder Moroder), Sohn von Franz Moroder
- Rudolf Moroder (1913–2006), Sohn von Rudolf Moroder
- Rudolf Geisler-Moroder (1919–2001), österreichischer Holzbildhauer und Fachschulgründer
- Siegfried Moroder (1911–1989), Südtiroler Bildhauer, Geburtsort: St. Ulrich in Gröden, Sterbeort: Wolferkam (Söllhuben), Sohn von Josefine und Rudolf Moroder
- Ulrich Moroder (* 1948), Südtiroler Künstler
- Viktor Moroder (1909–1994), Südtiroler Bildhauer
- Walter Moroder (* 1963), Südtiroler Bildhauer
- Wilhelm Moroder-Lusenberg (1877–1915), Geschichtsforscher

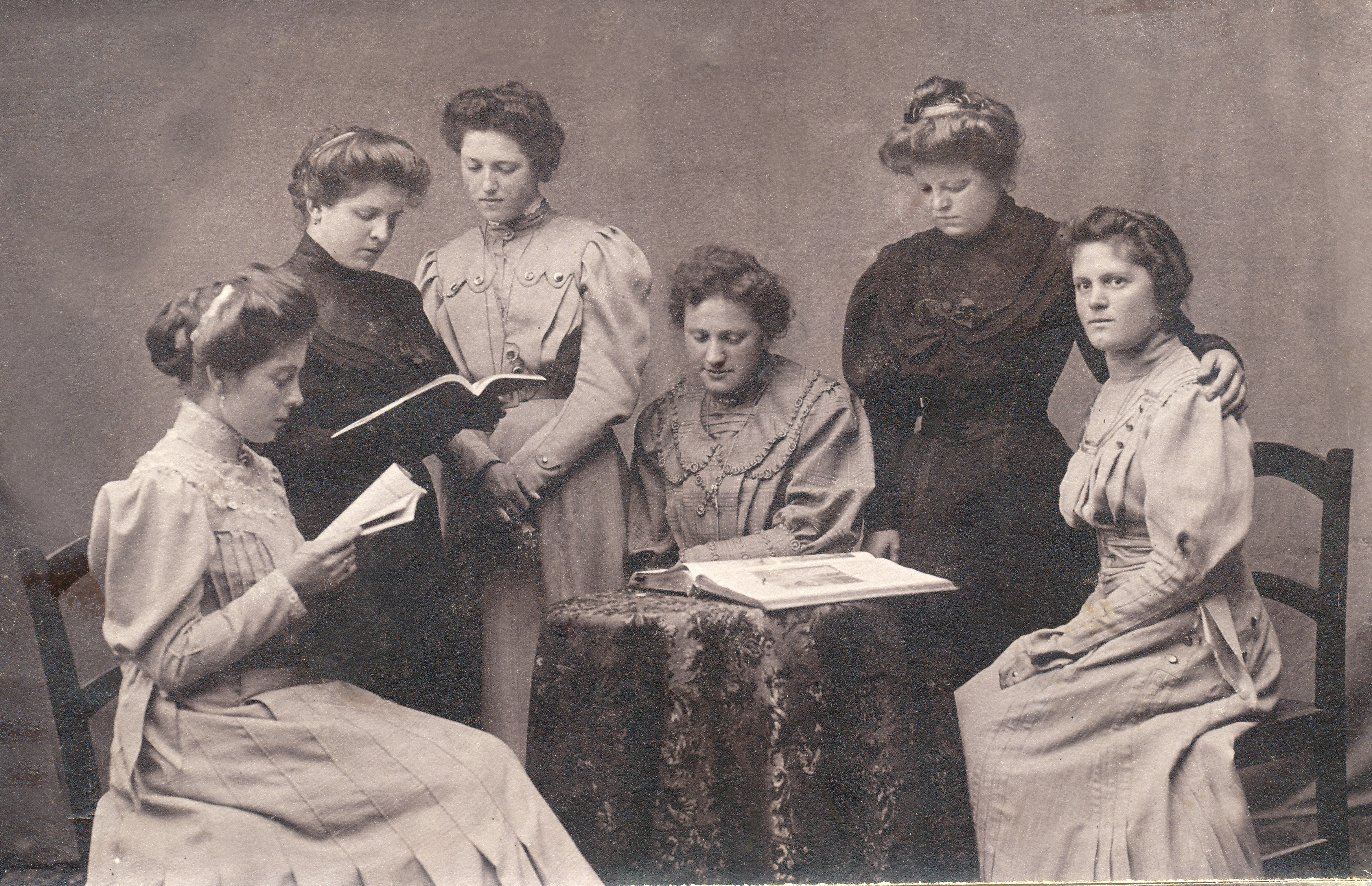
Frauen der Künstlerfamilien: Gisela Moroder Vallazza, Maria Moroder Schmalzl, Filomena Moroder, Adele Moroder, Carlina Moroder Scurcià und Aurelia Moroder Langer 1908

Außerdem hieß die Familie Moroder auch:
de Murader,
de Morader,
de Moreda,
de Mureda,
de Murada,
Murader, 
Meroder, 
Maroder,
Muroder